# Sparky's Splash Dock
Sparky's Splash Dock is een waterspeeltuin in het Nederlandse attractiepark Toverland. De attractie opende op 1 juli 2023.
De speeltuin bevindt zich in het themagebied Avalon, aan het restaurant The Flaming Feather, langs de vaargeul van boottocht Merlin's Quest.
Lijst van attracties in Attractiepark Toverland · Afbeeldingen